# Noche de los cuchillos largos (artúrica)
La Noche de los Cuchillos Largos es el nombre que Godofredo de Monmouth dio a la matanza (posiblemente apócrifa) traicionera de caudillos britanos perpetrada por mercenarios anglosajones en la llanura de Kaercarandane (Salisbury), en el siglo V. El suceso llegó a conocerse como Brad y Cyllyll Hirion ("La traición de los cuchillos largos") en galés, y se convirtió en un símbolo prominente de traición sajona.

## Contexto legendario
Según la tradición, Vortigern, que se ha convertido en el gran rey de los britanos a raíz de la retirada romana de Gran Bretaña, permite que los anglosajones bajo Hengist y Horsa se asienten en la isla de Thanet. Les ofrece provisiones adicionales a cambio de sus servicios como mercenarios contra las incursiones de los pictos y los escotos. Los colonos, sin embargo, manipulan a Vortigern para que les permita aumentar en número y que les otorgue más tierras, abarcando al final todo Kent.

## Historia Brittonum
No hay un registro específico de este evento en los escritos del siglo VI de Gildas. El relato es conocido por la Historia Brittonum, atribuida al historiador galés Nennio, que era una recopilación en latín de varios materiales más antiguos (algunos de los cuales eran históricos y otros míticos o legendarios) juntados durante los inicios del siglo IX, que sobrevive en manuscritos del siglo IX (es decir, unos 400 años después de los supuestos hechos). Según el análisis textual sobre la Historia de John Morris, este relato deriva de una narrativa del norte de Gales, que trataba principalmente sobre Emrys (Ambrosio Aureliano), que el compilador de la Historia integró en un marco elaborado a partir de una crónica de Kent, junto con los detalles de una Vida de San Germán.
Esta es una traducción literal del latín de la edición de L. Faral (París, 1929) del texto (las secciones entre corchetes son suplementos de la edición de 1892 de T. Mommsen):

Sucedió sin embargo después de la muerte de Vortimer, hijo del rey Vortigern, y tras el regreso de Hengist con sus fuerzas, llamaron a un Consejo falso, para que pudieran trabajar a pesar de Vortigern con su ejército. Como enviaron legados para pedir la paz, pudo haber amistad perpetua entre ellos. Entonces Vortigern con los mayores por nacimiento de su pueblo [consideró el asunto y cuidadosamente pensó sobre lo que podrían hacer. Y la misma] opinión era con todos ellos, que deberían hacer la paz, y sus legados volvieron y después convocaron juntos la conferencia, por lo que a cada lado los britanos y los sajones (Brittones et Saxones) deberían acudir juntos como uno solo, sin armas, para que así la amistad sea sellada.

Y Hengistus ordenó a toda su gente que cada uno debía esconder el cuchillo (artavum) bajo el pie en el centro del zapato. 'Y cuando os convoque y diga "Eu Nimet Saxas" (Hey, desenvainad las espadas), entonces desenvaináis vuestros cuchillos (cultellos) de las suelas de vuestros zapatos, y caéis sobre ellos, y os alzáis firmemente contra ellos. Y no matéis a su rey, tomadlo para beneficio de mi hija a quien le daré en matrimonio, porque es mejor para nosotros que él sea rescatado de nuestras manos.' Y llevaron juntos la conferencia, y los sajones, hablando de una manera amistosa, mientras tanto estaban pensando como lo haría un lobo, y de manera cordial se sentaron hombre junto a hombre (es decir, sajón junto a britano). Hengistus, como había dicho, se manifestó, y todos los 300 ancianos del rey Vortigern fueron asesinados, y sólo él fue encarcelado y encadenado, y él les dio muchas regiones por el rescate de su alma (es decir, la vida), esto es Est Saxum, Sut saxum [, Middelseaxan, con otros distritos bajo su control que ellos nombraron.]

## Godofredo de Monmouth
La Noche de los cuchillos largos también se describe en el Libro 6 de la Historia Regum Britanniae de Godofredo de Monmouth, que escribió a principios del siglo XII y es de suponer que usó a Nennio como fuente principal para la historia. Según él, el incidente tuvo lugar en un banquete en la actual Wiltshire, aparentemente dispuesta para sellar un tratado de paz, que puede haber sido la cesión de Essex y Sussex a cambio del matrimonio entre Rowena, la hija del cacique sajón Hengest, y Vortigern. La historia dice que los "sajones" - que probablemente incluye anglos y jutos - llegaron al banquete armados con sus cuchillos largos (seaxes) escondidos. Durante la fiesta, a una determinada palabra de mando, sacaron sus cuchillos y mataron a los britanos desarmados que se sentaban junto a ellos. Vortigern se salvó, pero todos sus hombres fueron masacrados, excepto Eldol, conde de Gloucester, que escapó. La existencia histórica de cualquiera de estos eventos o personas es conjetural. Sin embargo no hay humo sin fuego, y las antiguas canciones de los bardos, que se propusieron para el registro de la historia y la narración de cuentos, todos dan testimonio de la veracidad de este infernal suceso.

## Significado moderno
Como Brad y Cyllyll Hirion, el hecho tuvo, y sigue teniendo, un gran simbolismo en la conciencia nacional de Gales. En la Gales del siglo XIX, la expresión Brad y Llyfrau Gleision ('La traición de los Libros Azules ") fue acuñada para referirse al informe de los comisionados ingleses sobre la educación en Gales, publicada en las tapas azules parlamentarias en 1847, que fue visto ampliamente como un ataque a la lengua galesa y un insulto al pueblo de Gales. Uno de los efectos del informe sería la exclusión de la lengua galesa de las escuelas durante varias generaciones y una consecuente caída en el número de hablantes de galés.
El nombre Noche de los cuchillos largos fue utilizado más adelante para una violenta purga política en la Alemania nazi, así como la destitución del primer ministro británico Harold Macmillan de siete miembros de su gabinete y también el asesinato de Alexander Burnes en noviembre de 1841 en Kabul, Afganistán.
En Canadá, el término fue utilizado por el primer ministro de Quebec René Lévesque, en referencia a la repatriación de la Constitución de Canadá en 1981. (Antes de ese momento, la autoridad constitucional final para Canadá residía en el Reino Unido). Inicialmente, ocho de los 10 primeros ministros provinciales se opusieron a la repatriación de la constitución. Un compromiso fue elaborado en ausencia de Lévesque, y 9 de los 10 estuvieron de acuerdo (sólo Quebec en desacuerdo).